# Agus Susanto
Agus Susanto (* um 1940; vormals bekannt als Tjoa Tjong Boon) ist ein ehemaliger indonesischer Badmintonspieler. Susanto ist mit Megah Idawati, der Schwester von Liem Swie King, verheiratet. Der ältere Sohn des Paares, Hermawan Susanto, setzte die Badmintontradition der Familie fort.

## Sportliche Karriere
Agus Susanto verzeichnet als größten Erfolg seiner Karriere den Gewinn des Vizeweltmeistertitels mit dem indonesischen Herrenteam beim Thomas Cup 1967. In einem denkwürdigen Finale unterlagen die Indonesier dabei Malaysia mit 3:6. Susanto verlor dort sein erstes Doppel mit Muljadi gegen Tan Aik Huang und Teh Kew San äußerst knapp in drei Sätzen. Am Folgetag kam es aufgrund von Zuschauerunruhen in seinem Doppel gegen Tan Yee Khan und Ng Boon Bee bei einem 1:1-Satzstand zum Abbruch des gesamten Finales. Der Sieg wurde letztendlich den Malaysiern zugesprochen.
In den Einzeldisziplinen gewann er bei den Asienspielen 1966 Silber im Doppel mit Muljadi und Bronze im Mixed mit Retno Koestijah.